# ティナ・ルプレヒト
ティナ・ルプレヒト（Tina Rupprecht、1992年8月23日 - ）は、ドイツのプロボクサー。アウクスブルク出身。現WBA・WBC・IBF・WBO女子世界アトム級統一王者。元WBC女子世界ミニマム級王者。世界2階級制覇王者。

## 経歴

### アマチュア
幼少期にキックボクシングを始め、14歳でボクシングに転向。
2009年と2010年にドイツアマチュア選手権U-19の部ピン級で連覇。2011年と2012年はドイツ選手権のライトフライ級を優勝。アマチュア戦績30勝5敗1分でプロ転向。

### プロ
2013年12月7日、プロデビュー戦を1回50秒TKOで飾る。
2016年10月7日、ジョアナ・パストラーナ（ スペイン）を3-0（96-94×2、98-93）判定で破り、WBC女子世界ミニマム級シルバー王座を獲得。
2017年5月6日、Luisana Bolívar（ ベネズエラ）を2-0（98-92×2、95-95）判定で破り、IBO女子インターコンチネンタルミニマム級王座を獲得。
2017年12月2日、Anne Sophie Da Costa（ フランス）を10回3-0（97-92、98-91、99-90）判定で破りWBC女子世界ミニマム級暫定王座を獲得。
2018年6月16日、ヨカスタ・バジェ（ コスタリカ）を10回3-0（98-95、97-94×2）判定で破り小関桃の引退により空位になった正規王座を獲得。
2021年6月24日、カティア・グティエレス（ メキシコ）を10回2-0（97-93、96-94、94-96）の判定で破り5度目の防衛成功。
2023年3月25日、WBA王者セニエサ・エストラーダとの統一戦に挑むが、10回0-3（90-100×3）判定でプロ初黒星を喫し王座から陥落。
2024年1月13日、フリードリヒスハインにてファビヤナ・ビティチが持つWBC女子世界アトム級王座に挑み、10回3-0判定で王座獲得に成功し、2階級制覇を達成した。
2024年11月23日、ハイデルベルクでWBA・WBO女子世界アトム級統一王者の松田恵里とWBA・WBC・WBO女子世界同級王座統一戦およびリングマガジン女子世界同級王座決定戦を行い、10回3-0（97-92、96-93×2）判定勝ちでWBC王座初防衛およびWBA・WBO王座統一とリングマガジン王座獲得に成功した。試合後に前座のIBF女子世界同級タイトルマッチで挑戦者のファビヤナ・ビティチと対戦予定であったもののビティチの脱水症状で試合が中止となったIBF女子同級王者の山中菫がリングに上がり、興行を主催したプロモーターからドイツか日本のどちらかでルプレヒトと山中との間で世界女子同級4団体王座統一戦を来年に行う予定であると明かした。

#### アトム級4団体王座統一
2025年4月5日、ブランデンブルク州ポツダムでIBF女子世界アトム級王者の山中菫と4団体王座統一戦を行い、2-0判定勝ちでWBC王座2度目の防衛およびWBA・WBO王座初防衛とIBF王座獲得に成功、ドイツ人では男女通じて初、女子最軽量のアトム級でも初となる4団体王座統一を果たした。この試合はアメリカのFIGHT SPORTSを通じ日本ではU-NEXTにて同リニアchで配信された。

## 戦績
- プロボクシング：17戦 15勝 (3KO) 1敗 1分

| 戦           | 日付           | 勝敗 | 時間    | 内容    | 対戦相手                   | 国籍           | 備考                                                                               |
| ------------ | -------------- | ---- | ------- | ------- | -------------------------- | -------------- | ---------------------------------------------------------------------------------- |
| 1            | 2013年12月7日  | ☆    | 1R 0:50 | TKO     | ヘレナ・トスネロワ         | チェコ         | プロデビュー戦                                                                     |
| 2            | 2014年5月17日  | ☆    | 1R 1:19 | KO      | ラモーナ・パナイト         | ルーマニア     |                                                                                    |
| 3            | 2016年4月16日  | ☆    | 1R 1:27 | TKO     | ビクトリハ・ミハイロワ     | ラトビア       |                                                                                    |
| 4            | 2016年5月22日  | ☆    | 6R      | 判定3-0 | ヤナ・デニソワ             | ロシア         |                                                                                    |
| 5            | 2016年10月7日  | ☆    | 10R     | 判定3-0 | ジョアナ・パストラーナ     | スペイン       | WBC女子世界ミニマム級シルバー王座決定戦                                            |
| 6            | 2017年5月6日   | ☆    | 10R     | 判定2-0 | ルイサナ・ボリバー         | ベネズエラ     | IBOインターコンチネンタル女子ミニマム級王座決定戦                                  |
| 7            | 2017年12月2日  | ☆    | 10R     | 判定3-0 | アン・ソフィー・ダ・コスタ | フランス       | WBC女子世界ミニマム級暫定王座決定戦→正規王座に認定                                 |
| 8            | 2018年6月16日  | ☆    | 10R     | 判定3-0 | ヨカスタ・バジェ           | コスタリカ     | WBC防衛1                                                                           |
| 9            | 2018年12月15日 | ☆    | 10R     | 判定3-0 | ニオルキス・カレーノ       | ベネズエラ     | WBC防衛2                                                                           |
| 10           | 2019年4月6日   | △    | 10R     | 判定1-1 | マリセラ・キンテロ         | メキシコ       | WBC防衛3                                                                           |
| 11           | 2019年12月21日 | ☆    | 10R     | 判定3-0 | カタリーナ・ディアス       | スペイン       | WBC防衛4                                                                           |
| 12           | 2021年7月24日  | ☆    | 10R     | 判定2-1 | カティア・グティエレス     | メキシコ       | WBC防衛5                                                                           |
| 13           | 2022年12月10日 | ☆    | 10R     | 判定3-0 | ロシオ・ガスパー           | ペルー         | WBC防衛6                                                                           |
| 14           | 2023年3月25日  | ★    | 10R     | 判定0-3 | セニエサ・エストラーダ     | アメリカ合衆国 | WBA・WBC女子世界ミニマム級王座統一戦 WBC陥落                                       |
| 15           | 2024年1月13日  | ☆    | 10R     | 判定3-0 | ファビヤナ・ビティチ       | チェコ         | WBC女子世界アトム級タイトルマッチ                                                  |
| 16           | 2024年11月23日 | ☆    | 10R     | 判定3-0 | 松田恵里（TEAM10COUNT）    | 日本           | WBA・WBC・WBO女子世界アトム級王座統一戦 WBC防衛1 WBA・WBO・リングマガジン王座獲得  |
| 17           | 2025年4月5日   | ☆    | 10R     | 判定2-0 | 山中菫（真正）             | 日本           | WBA・WBC・IBF・WBO女子世界アトム級王座統一戦 WBA防衛1・WBC防衛2・IBF獲得・WBO防衛1 |
| テンプレート |                |      |         |         |                            |                |                                                                                    |

## 獲得タイトル
- WBC女子世界ミニマム級シルバー王座
- IBO女子インターコンチネンタルミニマム級王座
- WBC女子世界ミニマム級暫定王座（防衛0=正規王座に認定）
- 第8代WBC女子世界ミニマム級王座（防衛5）
- 第4代WBC女子世界アトム級王座（防衛2）
- 第9代WBA女子世界アトム級王座（防衛1）
- 第6代WBO女子世界アトム級王座（防衛1）
- リングマガジン女子世界アトム級王座
- 第6代IBF女子世界アトム級王座（防衛0）